# Amel Moussa Belhaj
Pour les articles homonymes, voir Moussa.
Amel Moussa Belhaj (arabe : آمال موسى بلحاج), née en 1971, est une universitaire en sociologie, écrivaine, poétesse, journaliste d'opinion et femme politique tunisienne.

## Biographie

### Formation
Elle est diplômée d'une maîtrise en journalisme et sciences de l'information en 1994, puis d'un diplôme des hautes études en sociologie du Maghreb arabe et en sociologie culturelle en 2001, d'un DEA en sociologie en 2005, avant d'obtenir un doctorat dans la même spécialité en 2012.

### Carrière professionnelle
Elle est journaliste culturelle au quotidien Assabah de 1996 à 2007 ainsi qu'au quotidien londonien Asharq al-Awsat et au quotidien tunisien Al Chourouk.
Elle entame ensuite une carrière d'enseignante universitaire à l'Institut de presse et des sciences de l'information.
Elle est entre autres membre de la cellule de recherche « Société et société équilibrée » relevant de la faculté des lettres, des arts et des humanités de La Manouba (ar).
Experte auprès de l'Organisation arabe pour l'éducation, la culture et les sciences entre 2014 et 2015, elle a participé à plusieurs conférences internationales à l'Académie tunisienne des sciences, des lettres et des arts.
Nommée directrice de la 53e édition du Festival international de Carthage en décembre 2016, elle démissionne en mars 2017 en raison des conditions de travail.

### Poétesse
Poétesse connue dans le monde arabe, elle a remporte plusieurs prix dont :
- Premier prix de la meilleure production arabe sur la femme ;
- Prix Lerici Pea (it) en 2014 ;
- Prix littéraire Zoubeida-Bchir en 2018.

### Ministre
Le 11 octobre 2021, elle est nommée ministre de la Famille, de la Femme, de l'Enfance et des Seniors dans le gouvernement de Najla Bouden.

## Publications
- Amel Moussa Belhaj, Bourguiba et la question religieuse : dans quelle mesure la tension a-t-elle prévalu dans le rapport entre le religieux et le politique ?, Tunis, Cérès, coll. « Approches », 2006, 240 p.
- Amel Moussa Belhaj, La traduction à "Beït el Hikma", Carthage, Académie tunisienne des sciences, des lettres et des arts, 2008, 350 p.
- Amel Moussa Belhaj et Abdelkader Zghal, Le mouvement Ennahdha entre les Frères musulmans et la Tunisité, Tunis, Cérès, 2014.
- Amel Moussa Belhaj, Jeunesse tunisienne et religiosité au quotidien, Beyrouth, Mouminoun sans Frontières, 2019.